# Baudement (Adelsgeschlecht)
Baudement war eine Familie des französischen Adels, die lediglich im 12. Jahrhundert und zu Beginn des 13. Jahrhunderts existierte. 

## Geschichte
Es trug seinen Namen von der Ortschaft Baudement im heutigen Département Marne. Darüber hinaus gehörten der Familie die Lehen Fère-en-Tardenois (Aisne), Nesles (Aisne), Longueville, Quincy und Braine (Aisne).
Nach ihrem Aussterben wurde die Familie von Graf Robert I. von Dreux, einem Angehörigen der regierenden Familie der Kapetinger und Ehemann der letzten Angehörigen des Hauses Baudement beerbt.

## Stammliste
1. NN
  1. André de Baudement, † 19. Juli 1142, Seigneur de Fère-en-Tardenois, de Nesles, de Longueville, de Quincy, de Baudement etc., 1118 Seneschall von Champagne, 1127, 1137 geistlich im Kloster Clairvaux; ⚭ Agnes, Witwe von NN, gründet 1136 das Kloster Chaalis, 1137 geistlich im Kloster Prémontré
    1. André, 1145 geistlich im Kloster Pontigny
    2. Thibauld, geistlich im Kloster Prémontré
    3. Guy de Baudement, 1125/37 bezeugt, † 1144, ⚭ Alix, Witwe von Milon II. von Bar-sur-Seine (Haus Brienne)[1]
      1. Hugues
      2. Guidon
      3. Agnès, 1201 bezeugt, † vor 1217, Dame de Braine etc., Stifterin des Klosters Saint-Yved (Braine)[2]; ⚭ 1153 Robert von Frankreich, Comte de Dreux, † 1188 in Vienne (Stammliste der Kapetinger, Haus Frankreich-Dreux)

    4. Walerand, † 1142, geistlich im Kloster Clairvaux, dann Abt von Ourscamp, dort auch bestattet
    5. Helvide, 1135 bezeugt, † 1165; ⚭ I Hugues Sire de Montréal 1102, † vor 1119; ⚭ II 1120/25 Guy I. Sire de Dampierre, Vicomte de Troyes, 1116/45 bezeugt, † vor 1152 (Haus Dampierre)
    6. Humbeline, 1135 bezeugt; ⚭ Gautier II., Comte de Brienne 1135/58, † vor 1161 (Haus Brienne)

  2. Engenoul, 1132 Kanoniker in der Kathedrale von Soissons
  3.  ? Lethericus de Baudement, 1133 bezeugt
    1. Léon, 1133 bezeugt
    2. Eustachius, 1133 bezeugt

  4.  ? Guillaume de Baudement, 1129–32 bezeugt, 1133 Tempelritter